# پاکو گودیا
پاکو گودیا (اسپانیایی: Paco Godia‎; ۲۱ مارس ۱۹۲۱ – ۲۸ نوامبر ۱۹۹۰) اتوموبیل‌ران فرمول ۱ اهل اسپانیا بود.